# Ларіонов Всеволод Дмитрович
Ларіонов Всеволод Дмитрович (рос. Все́волод Дми́триевич Ларио́нов; 11 вересня 1928, Москва, РРФСР — 8 жовтня 2000, Москва, Росія) — радянський та російський актор театру та кіно, народний артист РРФСР (1978).

## Фільмографія
- 1945: «П'ятнадцятирічний капітан» — Дік Сенд
- 1957: «Вулиця сповнена несподіванок» — Володимир Званцев
- 1960: «Спадкоємці» — Женя Левченко
- 1976: «12 стільців»
- 1978: «Звичайне диво» — Мисливець
- 1978: «Сибіріада»
- 1983: «Анна Павлова»
- 1984: «Один і без зброї»
- 1990: «Повість непогашеного місяця»
- 1991: «Коло приречених»
- 1991: «Сищик петербурзької поліції»
- 1994: «Майстер і Маргарита»